# Xavi Simons
Pour les articles homonymes, voir Simons.
Xavi Simons, né le 21 avril 2003 à Amsterdam aux Pays-Bas, est un footballeur international néerlandais jouant au poste de milieu offensif ou d’ailier gauche au RB Leipzig.

## Biographie

### Enfance
Né à Amsterdam, Xavi Simons est le fils de l'entraîneur et ancien footballeur néerlandais Regillio Simons, d'origine surinamaise, admirateur du FC Barcelone et qui l'a prénommé d'après Xavi Hernández.
Son frère Faustino, né le même jour en 1996, a joué au football pour le FSC Lohfelden.

### FC Barcelone (2010-2019)
Xavi Simons débute le football au Club Deportivo Tháder (es), club espagnol de Rojales, dans la province d'Alicante, où son père a une maison, et rejoint en 2010 la Masia, centre de formation du Barça.
Il devient vite l'un des jeunes joueurs les plus en vue du club catalan. Lors de la saison 2016-2017, capitaine de l'équipe U14 de Barcelone, il contribue grandement au succès de son équipe, invaincue avec 164 buts marqués pour 14 encaissés. Il reçoit le prix du meilleur joueur et se voit considéré comme l'héritier de Xavi Hernández à Barcelone. Ces performances incitent le club anglais de Chelsea et le Real Madrid de tenter de le recruter,.

### Départ pour le Paris Saint-Germain (2019-2023)

#### Jeunesse et première saison (2019-2021)

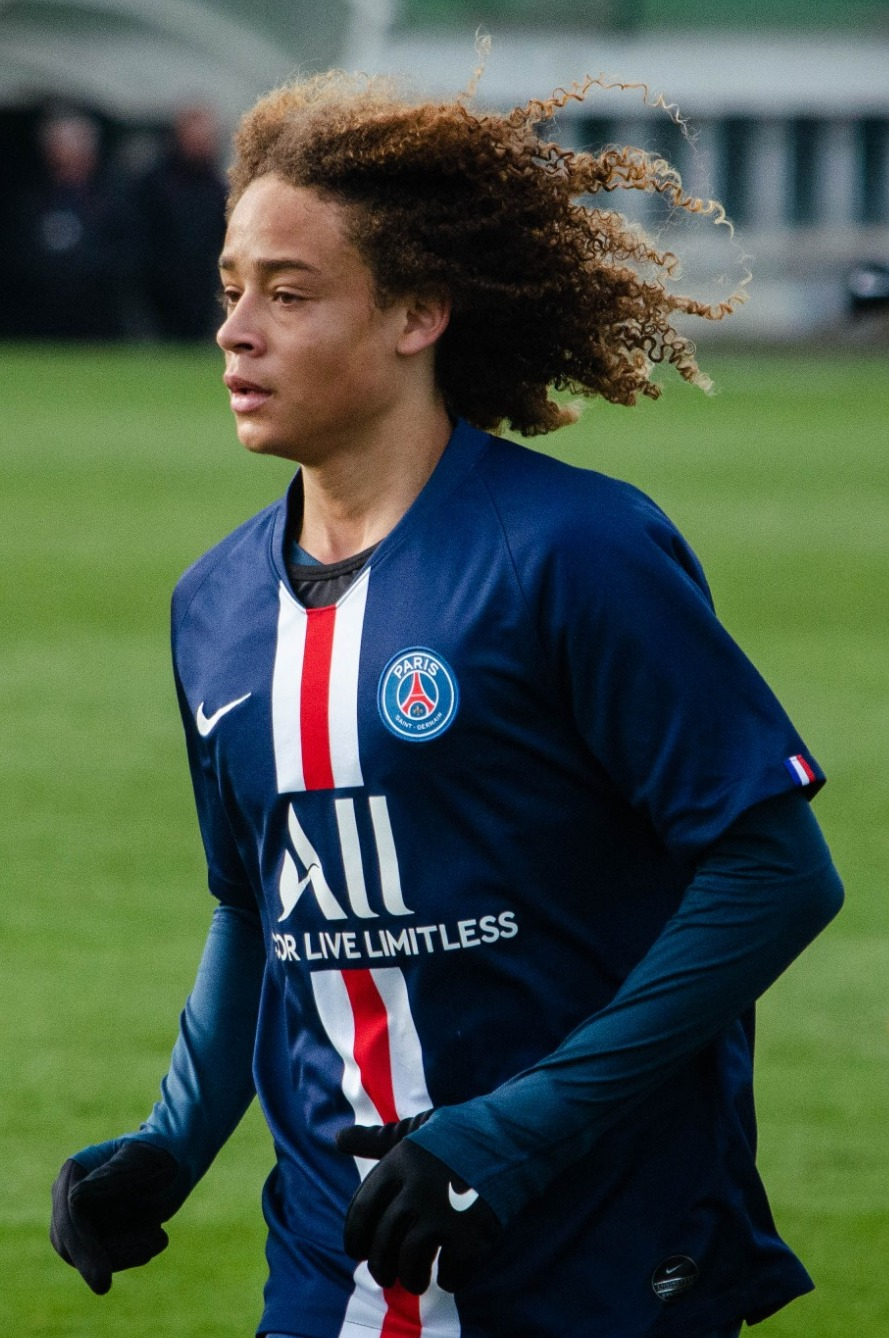
Simons avec le Paris Saint-Germain en 2020.

En juillet 2019, à la suite de désaccords sur un nouveau contrat avec Barcelone,, Xavi Simons s'engage finalement au Paris Saint-Germain pour 1 million d'euros par an jusqu'en 2022,.
En août 2020, lors d'un match d'entraînement contre Sochaux, le joueur alors âgé de 17 ans fait ses débuts dans l'équipe A du PSG en remplaçant Julian Draxler à 20 minutes de la fin du match.
Le 10 février 2021, Simons fait ses débuts professionnels pour le PSG lorsqu'il remplace de nouveau Julian Draxler lors d'une victoire 1-0 en Coupe de France contre Caen. Il apparaît pour la première fois en Ligue 1 en tant que remplaçant lors d'une victoire 4-1 contre Strasbourg deux mois plus tard.
Le 19 mai 2021, il remporte son premier trophée professionnel, la Coupe de France.

#### Rotation dans l'équipe A (2021-2022)
Avant la saison 2020-2021, Simons faisait partie de la présaison de l'équipe A sous la confiance de l'entraîneur Mauricio Pochettino.
Le 14 juillet 2021, il est sorti du banc lors d'un match d'entraînement et marque un but lors d'une victoire 4-0 contre Le Mans au Camp des Loges.
Il marque un autre but lors d'un match d'entraînement contre Chambly trois jours plus tard.

#### Transfert et révélation au PSV Eindhoven (2022-2023)
Malgré le désir des deux camps, PSG et PSV Eindhoven, de prolonger leur collaboration à la fin de l'été 2022, puis de laisser Simons partir en prêt, le changement de cap du PSV Eindhoven pousse les Parisiens à accepter de laisser partir libre le jeune milieu de terrain sous conditions d'une clause de rachat de 6 millions d'euros activable plus tard. Simons rejoint alors le club néerlandais jusqu'en 2027.
Le 30 juillet 2022, lors de la finale de la Supercoupe des Pays-Bas opposant l’Ajax Amsterdam au PSV Eindhoven, Simons entre en jeu à la 73e minute inscrivant le premier but de sa carrière professionnelle et permet à son équipe de remporter cette finale.
Le 30 avril 2023, après une magnifique saison, il remporte la finale de la coupe des Pays-Bas contre l’Ajax Amsterdam à l’issue des tirs au but.
A l'issue de cette saison, il finit meilleur buteur du championnat des Pays-Bas avec 19 buts.

### Retour au Paris Saint-Germain (depuis 2023)
Le 16 juillet 2023, le PSV Eindhoven annonce le retour de Simons pour quatre ans au Paris Saint-Germain, qui active sa clause de rachat de 6 millions d'euros et le prête immédiatement au RB Leipzig pour une saison puis pour une autre sans option d'achat.
Le 30 janvier 2025, la presse française annonce son transfert définitif au RB Leipzig pour environ 80 millions d'euros, bonus compris. La nouvelle est confirmée officiellement par les deux clubs quelques heures plus tard ,. Xavi Simons n'aura disputé aucun match avec le Paris Saint-Germain depuis son retour à l'été 2023. 

### Carrière en équipe nationale
Xavi Simons a représenté l'équipe des Pays-Bas dans les catégories moins de 15, 16, 17 et 19. Il a disputé au total 19 matchs, inscrit sept buts et trois passes décisives.
Le 11 novembre 2022, il est appelé par le sélectionneur néerlandais Louis van Gaal pour participer à la Coupe du monde 2022 au Qatar. Il honore sa première sélection avec les Pays-Bas le 3 décembre 2022 en huitième de finale face aux États-Unis, en remplaçant Memphis Depay à la 83e minute (victoire 3-1): les Néerlandais sont éliminés en quart de finale face à l'Argentine (score 2-2, 3-4 tab).
Le 29 mai 2024, il figure dans la liste des 26 joueurs néerlandais retenus par Ronald Koeman pour participer à l'Euro 2024.

## Statistiques
| Saison                | Club                  | Championnat           | Championnat | Championnat | Championnat | Coupe(s) nationale(s) | Coupe(s) nationale(s) | Coupe(s) nationale(s) | Supercoupe | Supercoupe | Supercoupe | Compétition(s) continentale(s) | Compétition(s) continentale(s) | Compétition(s) continentale(s) | Compétition(s) continentale(s) | Total | Total | Total |
| Saison                | Club                  | Division              | M.          | B.          | P.d.        | M.                    | B.                    | P.d.                  | M.         | B.         | P.d.       | Comp.                          | M.                             | B.                             | P.d.                           | M.    | B.    | P.d.  |
| 2020-2021             | Paris Saint-Germain   | Ligue 1               | 1           | 0           | 0           | 1                     | 0                     | 0                     | -          | -          | -          | -                              | -                              | -                              | -                              | 2     | 0     | 0     |
| 2021-2022             | Paris Saint-Germain   | Ligue 1               | 6           | 0           | 0           | 3                     | 0                     | 1                     | -          | -          | -          | C1                             | -                              | -                              | -                              | 9     | 0     | 1     |
| Sous-total            | Sous-total            | Sous-total            | 7           | 0           | 0           | 4                     | 0                     | 1                     | -          | -          | -          | -                              | -                              | -                              | -                              | 11    | 0     | 1     |
| 2022-2023             | PSV Eindhoven         | Eredivisie            | 34          | 19          | 8           | 4                     | 1                     | 0                     | 1          | 1          | 0          | C1+C3                          | 2+7                            | 0+1                            | 0+1                            | 48    | 22    | 9     |
| 2023-2024             | RB Leipzig (prêt)     | Bundesliga            | 32          | 8           | 12          | 2                     | 0                     | 0                     | 1          | 0          | 0          | C1                             | 8                              | 2                              | 2                              | 43    | 10    | 14    |
| 2024-2025             | RB Leipzig (prêt)     | Bundesliga            | 25          | 10          | 8           | 3                     | 1                     | 1                     | -          | -          | -          | C1                             | 5                              | 0                              | 0                              | 33    | 11    | 9     |
| 2025-2026             | RB Leipzig            | Bundesliga            | 0           | 0           | 0           | 1                     | 1                     | 1                     | -          | -          | -          | -                              | -                              | -                              | -                              | 1     | 1     | 1     |
| Sous-total            | Sous-total            | Sous-total            | 57          | 18          | 19          | 6                     | 2                     | 2                     | 1          | 0          | 0          | -                              | 13                             | 2                              | 2                              | 77    | 22    | 23    |
| Total sur la carrière | Total sur la carrière | Total sur la carrière | 98          | 37          | 27          | 14                    | 3                     | 3                     | 2          | 1          | 0          | -                              | 22                             | 3                              | 3                              | 136   | 44    | 33    |

### En sélections nationales
| Saison                | Sélection             | Phases finales        | Phases finales | Phases finales | Phases finales | Éliminatoires CDM | Éliminatoires CDM | Éliminatoires CDM | Éliminatoires EURO | Éliminatoires EURO | Éliminatoires EURO | Ligue des Nations | Ligue des Nations | Ligue des Nations | Matchs amicaux | Matchs amicaux | Matchs amicaux | Total | Total | Total |
| Saison                | Sélection             | Compétition           | M              | B              | Pd             | M                 | B                 | Pd                | M                  | B                  | Pd                 | M                 | B                 | Pd                | M              | B              | Pd             | M     | B     | Pd    |
| --------------------- | --------------------- | --------------------- | -------------- | -------------- | -------------- | ----------------- | ----------------- | ----------------- | ------------------ | ------------------ | ------------------ | ----------------- | ----------------- | ----------------- | -------------- | -------------- | -------------- | ----- | ----- | ----- |
| 2022-2023             | Pays-Bas              | Coupe du monde 2022   | 1              | 0              | 0              | -                 | -                 | -                 | 2                  | 0                  | 0                  | 2                 | 0                 | 0                 | -              | -              | -              | 5     | 0     | 0     |
| 2023-2024             | Pays-Bas              | Euro 2024             | 6              | 0              | 3              | -                 | -                 | -                 | 6                  | 1                  | 0                  | -                 | -                 | -                 | 3              | 1              | 0              | 15    | 2     | 3     |
| 2024-2025             | Pays-Bas              | -                     | -              | -              | -              | -                 | -                 | -                 | -                  | -                  | -                  | 6                 | 2                 | 1                 | -              | -              | -              | 6     | 2     | 1     |
| Total sur la carrière | Total sur la carrière | Total sur la carrière | 7              | 1              | 3              | 0                 | 0                 | 0                 | 8                  | 0                  | 0                  | 8                 | 2                 | 1                 | 3              | 1              | 0              | 26    | 4     | 4     |

## Vie privée
En mars 2020, Xavi Simons a été nommé sur la liste « NxGn 2020 » de Goal des 50 meilleurs merveilles du football mondial. Il figure également dans le « Next Génération 2020 » publié par le journal The Guardian en octobre de la même année.
Il a accumulé un large public sur les réseaux sociaux et notamment sur Instagram avec près de 6 millions d’abonnés. De plus, le jeune Néerlandais possède un contrat de sponsoring avec le fabricant d’articles de sport Nike depuis ses 13 ans. Récemment, il est passé sous contrat avec Puma.

## Palmarès
| Paris Saint-Germain (2) | PSV Eindhoven (2) | RB Leipzig (1)                                    |
| --- | --- | ------------------------------------------------- |
| - Championnat de France (1): - Vainqueur en 2022. - Coupe de France (1): Vainqueur en 2021. - Trophée des Champions - Finaliste en 2021. | - Coupe des Pays-Bas (1) : - Vainqueur en 2023. - Supercoupe des Pays-Bas (1) : - Vainqueur en 2022. - Championnat des Pays Bas : - Vice-champion en 2023 | Supercoupe d'Allemagne (1) : - Vainqueur en 2023. |

### Distinction
Paris Saint-Germain
- UEFA Youth League
  - Meilleur passeur de l'UEFA Youth League 2021-2022

 PSV Eindhoven
- Championnat des Pays-Bas de football
  - Co-meilleur buteur du Championnat des Pays-Bas de football 2022-2023 avec 19 buts